# كثيرات الشمع
كثيرات الشمع (الاسم العلمي: Polyceridae)، فصيلة حيوانات من بزاق البحر، وتنتمي إلى الرخويات البحرية بطنيات القدم وفيلق متعددات الشمع.